# 瑟斯顿县 (华盛顿州)
瑟斯頓縣（英語：Thurston County）是美国华盛顿州皮吉特湾南岸的一個縣，成立於1852年1月12日，面積2,004平方公里。根據2020年美國人口普查，共有人口29萬4,793人。縣治奧林匹亞（Olympia）也是州的首府，縣名俄勒岡領地首任国会议员薩謬爾·瑟斯頓。